# فيديريكو كولومبو
فيديريكو كولومبو (بالإيطالية: Federico Colombo)‏ هو لاعب غولف إيطالي، ولد في 6 ديسمبر 1987 في جيوسانو في إيطاليا.

## وصلات خارجية
- الموقع الرسمي
- فيديريكو كولومبو على موقع رابطة أوروبا للاعبي الغولف المحترفين (الإنجليزية)